# AMZ Dzik
Dzik – opancerzony samochód produkcji polskiej. Wytwarzany przez AMZ-Kutno w Kutnie od 2004 roku. Przeznaczony do celów patrolowo-interwencyjnych, może być wykorzystywany przez służby porządku publicznego i siły zbrojne. Pancerz zapewnia ochronę przed pociskami pośrednimi kalibru 7,62 mm.

## Historia
Samochód powstał w związku z potrzebami polskiej Policji posiadania opancerzonego samochodu interwencyjno-patrolowego, w obliczu radykalizacji zorganizowanych grup przestępczych, co znalazło wyraz w szczególności w strzelaninie w Magdalence w 2003 roku. W tym samym roku swoje wymagania na taki pojazd sformułowało Biuro Operacji Antyterrorystycznych Komendy Głównej Policji wraz z Wojskowym Instytutem Techniki Pancernej i Samochodowej i w 2004 roku ogłoszono przetarg na skonstruowanie takiego samochodu, w którym zwyciężył projekt pojazdu Dzik spółki AMZ-Kutno. W celu uzyskania dobrych własności terenowych, jego układ jezdny – silnik i zawieszenie oparto na włoskiej lekkiej ciężarówce terenowej SCAM SM55. Pierwszym wariantem pojazdu stał się policyjny Dzik-AT. Jego prototyp poddano próbom we wrześniu 2004 roku, a 15 grudnia został przekazany Policji, wraz z drugim pojazdem. Następnie w 2005 roku opracowano model Dzik-2, z uwzględnieniem wymagań Oddziałów Specjalnych Żandarmerii Wojskowej. Przeszedł on cykl prób wiosną i latem 2005 roku i zwyciężył w przetargu na dostawę 43 samochodów patrolowo-interwencyjnych (PILO). W 2007 roku opracowano ulepszony model Dzika-2, między innymi z polepszoną ochroną dna i obrotnicy karabinu maszynowego. Według modelu 2007 wyprodukowano ostatnie 14 pojazdów i zmodernizowano 11.
Samochód został w maju 2005 roku zaprezentowany delegacji irackiej, której wzbudził zainteresowanie, a w następstwie powstał zmodyfikowany Dzik-3 z uwzględnieniem wymagań strony irackiej. 24 czerwca 2005 roku podpisano kontrakt między Bumarem a rządem Iraku, dotyczący dostawy 600 sztuk Dzików-3 w cenie 200 tysięcy dolarów za sztukę wraz z uzbrojeniem i wyposażeniem. Prototyp na bazie drugiego egzemplarza Dzika-2 zbudowano w lipcu, a w sierpniu 2005 roku poddano go próbom w Iraku. Miesięcznie dostarczano do 22 pojazdów. Ze względu jednak na różnice w interpretacji zapisów kontraktu, do którego wartości została wliczona broń i środki łączności, ostatecznie wyeksportowano do 2008 roku jedynie 531 sztuk, nazwanych lokalnie Ain Jaria-1.

## Wersje

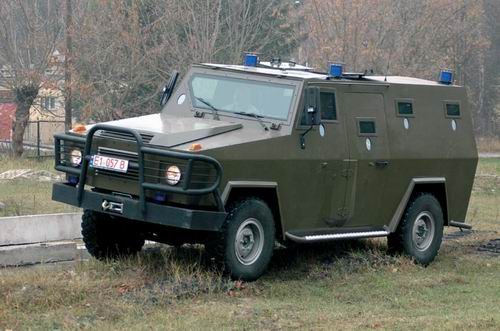
Dzik-1

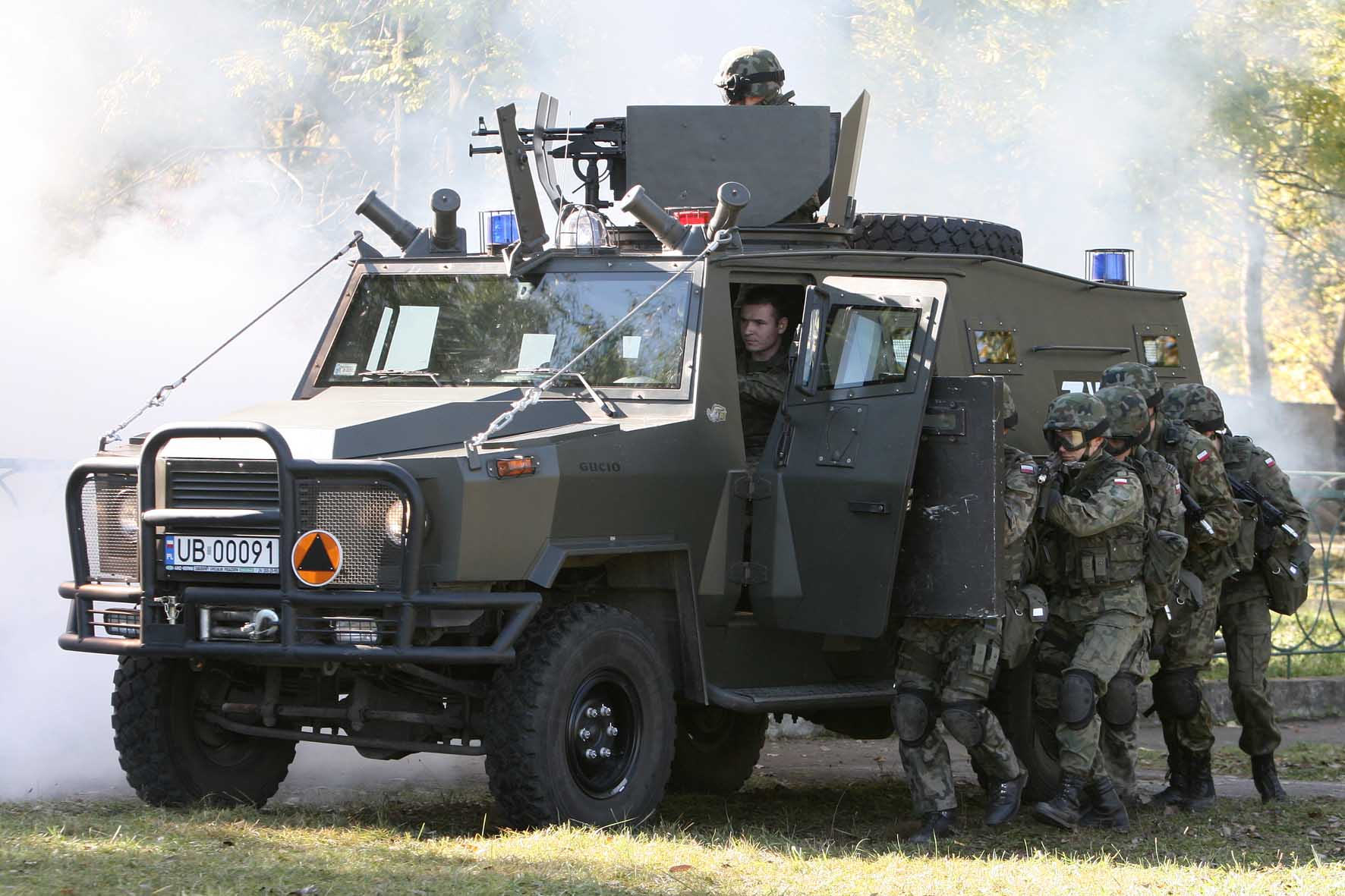
Dzik-2

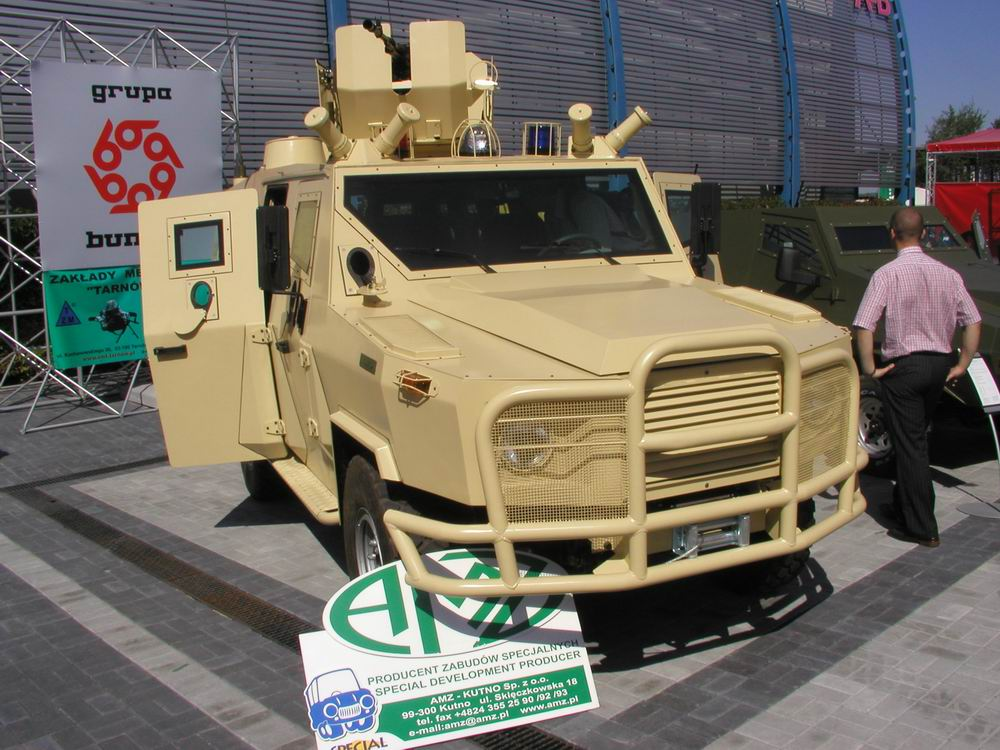
Dzik-3

- Dzik-AT (Dzik-1) (antyterrorystyczny) – przewozi 6-8 osób, 3 drzwi, 10 otworów strzelniczych. Dopuszczalna masa całkowita 5,5 t[1]. Wersja policyjna.
- Dzik-2 – 6-8 osób, 5 drzwi, 8 otworów strzelniczych, obniżony profil dachu w tylnej części, w stropie obrotnica na karabin maszynowy[7]. Nośność podwozia zwiększona do 6 t, wydłużony kadłub[7]. Wersja dla Żandarmerii Wojskowej, potocznie nazywana Gucio[8].
- Dzik-3 (Ain Jaria-1) – do 11 osób, 4 drzwi, 13 otworów strzelniczych, w stropie obrotnica na karabin maszynowy, dwie podwójne wyrzutnie granatów dymnych. Nośność podwozia zwiększona do 6,2 t[9]. Wersja eksportowa zaprojektowana dla irackich sił bezpieczeństwa. Produkowany seryjnie od września lub października 2005 roku[10].
- Dzik Cargo – pick-up, wersja z osobną dwuosobową opancerzoną kabiną i skrzynią ładunkową (2006 rok). Zastosowana jako demonstrator zestawu przeciwlotniczego Poprad[11]
- Dzik-R – wersja rozpoznawcza, z głowicą obserwacyjną na maszcie, zaprezentowana w 2006 roku[12]

Wszystkie wersje napędzane są silnikiem wysokoprężnym z turbodoładowaniem Iveco Aifo SOFIM 8140.43N spełniającym normę Euro 3, o pojemności 2798 cm³ i mocy maksymalnej 107 kW (146 koni mechanicznych) przy 3600 obr./min. Maksymalny moment obrotowy wynosi 320 Nm przy 1800 obr./min. Może być też stosowany silnik o mocy 166 KM. Skrzynia biegów jest firmy ZF, manualna, 6-biegowa z przekładnią redukcyjną (12 biegów drogowych i 12 terenowych). Podwozie z napędem na 4 koła pochodzi z włoskiej firmy SCAM (SM55 w Dzik-AT, wzmocnione SM62 w dalszych wersjach). Opony mają rozmiar 255/100 R16 i mają wkładki umożliwiające jazdę po przestrzeleniu. Koło zapasowe w Dziku-2 i 3 przewożone jest na dachu, w Dziku-3 jest osłonięte opancerzoną osłoną.
Dzik-AT ma troje drzwi, Dzik-2 – pięcioro, a Dzik-3 – czworo (po lewej, dwa z prawej i z tyłu). W Dziku-3 w tylnej części są ławki dla desantu pod burtami.
Uzbrojenie Dzik-3 stanowi karabin maszynowy 7,62 mm PKM na obrotnicy lub 12,7 mm NSW w wersji dowódczej; jest on wyposażony w cztery wyrzutnie granatów dymnych 81 mm. 
Opancerzenie o odporności FB6 chroni przed pociskami karabinowymi 7,62×51 mm (Dzik-AT, Dzik-3), maska silnika w Dzik-3 ma odporność B4. Dzik-2 ma opancerzenie klasy B6. Szyby są pancerne.

## Użytkownicy

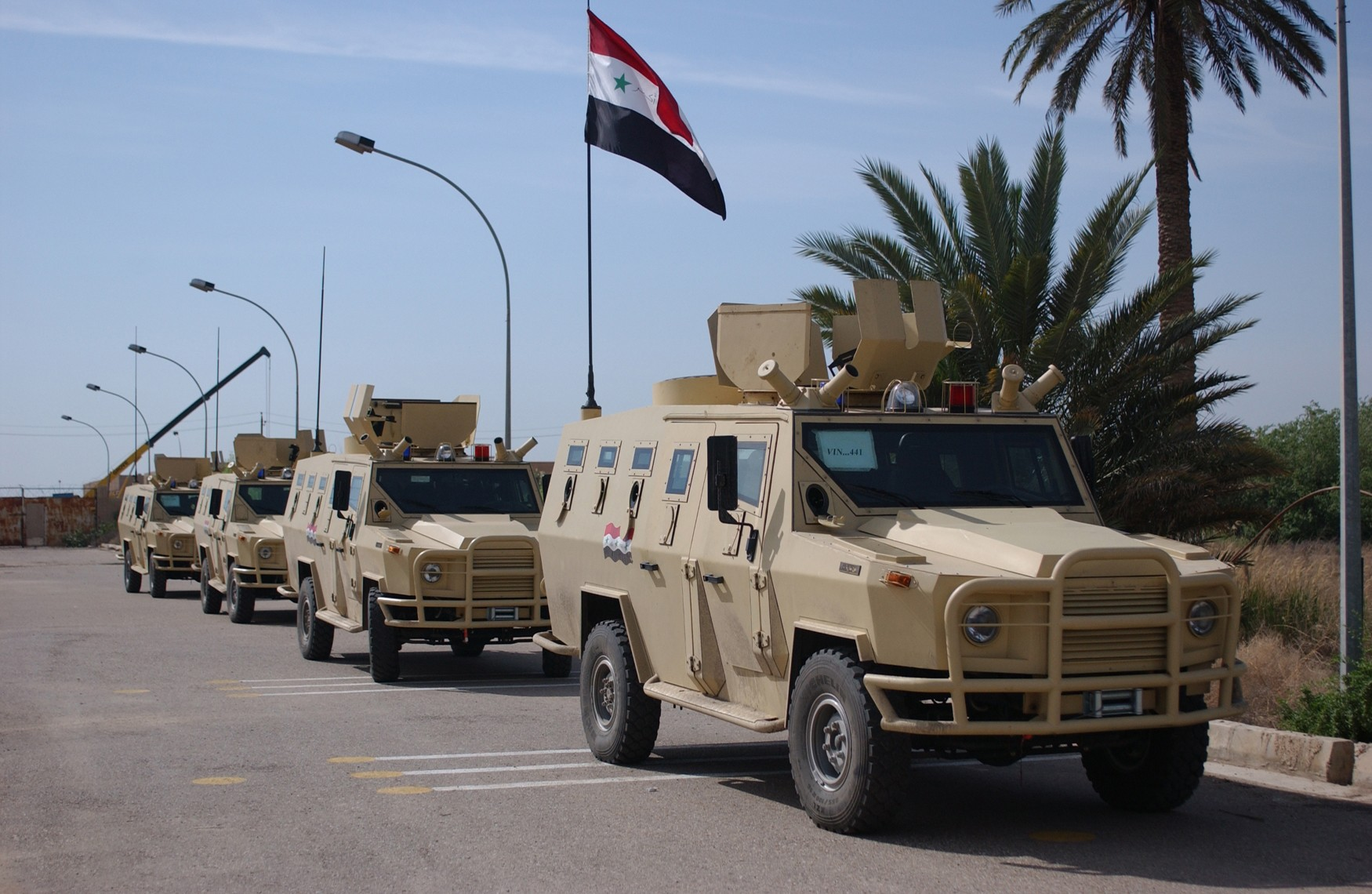
Dziki-3 (Ain Jaria-1) w irackiej służbie

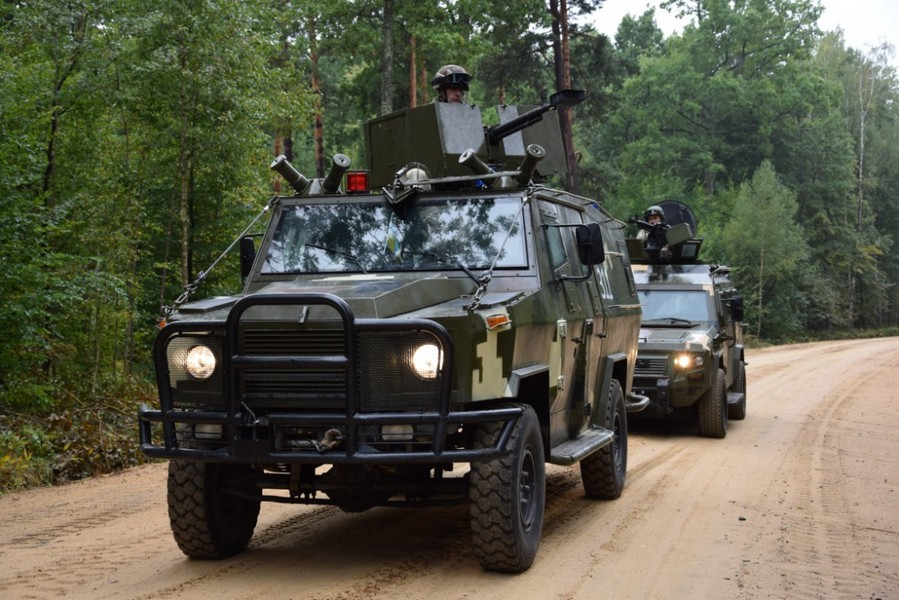
Dzik-2 w Gwardii Narodowej Ukrainy

- Irak – 531 sztuk Dzików-3 (Ain Jaria-1) dostarczone w latach 2005–2008[5]
- Litwa – 1 Dzik-AT[8]
- Polska – 2 Dziki-AT użytkowane w formacjach antyterrorystycznych Policji, 43 Dziki-2 używane przez Żandarmerię Wojskową[8] (inne publikacje: 48 Dzików-2[5]).
- Ukraina – nieznana liczba Dzików-2 przekazana w 2022 roku

W 2006 roku Bumar negocjował sprzedaż dalszych 600 Dzików-3 ze słowacką wieżą dla irackich sił porządkowych oraz 375 Dzików-R z głowicami obserwacyjnymi Thales dla monitorowania rurociągów. Pomimo dobrej oceny samochodów, kontraktu jednak przez kolejne lata nie zawarto, a pozycja polskiego przemysłu osłabła po zmianach politycznych w Iraku.
Dziki-2 Żandarmerii Wojskowej brały udział w misji porządkowej EUFOR w Kongu oraz misji pokojowej ONZ UNIFIL w Libanie.
W maju 2022 roku ujawniono materiały świadczące o przekazaniu Siłom Zbrojnym Ukrainy przez Polskę podczas wojny z Rosją nieznanej liczby Dzików-2, przemalowanych w ukraiński kamuflaż pikselowy.